# LittleBigPlanet
LittleBigPlanet, soms afgekort naar LBP, (Japans, リトルビッグプラネット) is een platformspel voor de PlayStation 3, PlayStation Portable en PlayStation Vita. Het spel werd aangekondigd op 7 maart 2007 door Phil Harrison tijdens de Game Developers Conference in San Francisco, Californië. Het werd ontwikkeld door onder andere Media Molecule en gepubliceerd door Sony Computer Entertainment.
Het spel werd het eerst gepubliceerd in de VS op 27 oktober 2008 en daarna in Japan op 30 oktober 2008. Op 3 november 2008 kwam het ook beschikbaar in de PAL-regio. Sony publiceerde een aparte PS Vita-versie van het spel voor het eerst op 19 september 2012 in Europa.

## Gameplay
In LittleBigPlanet draait het allemaal om spelen, creëren en delen. Spelers kunnen personages besturen genaamd Sackboy, Sackgirl of Sack person. Ze kunnen lopen, springen en voorwerpen slepen. Spelers kunnen hun eigen werelden maken, door bv. stickers in de levels te plakken of de level-editor te gebruiken om nieuwe werelden aan te maken. Zo kunnen spelers hun zelfgemaakte werelden of voorwerpen online delen met de rest van de spelers.

## Ontwikkeling
Een van de oprichters van Media Molecules, Mark Healey, herinnerde zich dat het eerste gesprek dat hij over het spel had met Dave Smith – ook een oprichter van Media Molecule – plaatsvond nadat ze naar de bioscoop waren gegaan om de film Howl's Moving Castle te zien. Healey en Smith hadden het over een spel dat dezelfde besturing zou hebben als hun vorige spel Rag Doll Kung Fu, maar dat speelbaar zou zijn voor een console. Healey en Smith verlieten Lionhead Studios in december 2005 samen met Alex Evans en Kareem Ettouney, en hadden een afspraak met Phil Harrison die toen de leider van het ontwikkelingsproject van Sony Worldwide Studios was. Ze maakten een prototype van hun idee, een spel genaamd Craftworld, een 2D sidescroller met de protagonist Mr. Yellowhead. Mr. Yellowheads armen waren bestuurbaar met de rechter analoge stick van de PlayStation 2 controller die Media Molecule verbonden had aan hun computer, terwijl de benen bestuurd werden met de linker analoge stick. Het doel van het spel was om Mr. Yellowhead door verschillende obstakels te dragen door voorwerpen vast te pakken en ze rond te slepen.
De pitch bij Harrison was met behulp van eigen software in plaats van PowerPoint. Hierbij verschoven ze het creatieve deel naar de achtergrond met de gedachte dat dit aspect niet gepast was voor de console markt. Maar Harrison vroeg hun juist waarom ze niet meer deden met dit creatieve aspect. De vergadering, die gepland was om 45 minuten te duren, duurde uiteindelijk drie uur. Sony ging akkoord met het idee en Media Molecule werd in januari 2006 gesponsord.
Ongeacht het feit dat Sony het idee goed vond, was Media Molecule nog onzeker over hoe het spel zou zijn. Ze vroegen zich zelfs af of de spelers het spel zouden begrijpen, of het zelfs goed zouden vinden. Maar Mark Healey verklaarde dat die zorgen verdwenen en vervangen werden door een grotere druk: Sony wilde dat Media Molecule het spel zou demonstreren in de opkomende Game Devolopers Conference 2007, maar ze wisten niet dat ze een deel zouden zijn van Phil Harrisons grote speech. Healey verklaarde dat hij pas echt merkte hoeveel vertrouwen Sony in hen had wanneer ze aankwamen in San Francisco. Hij voegde hier aan toe dat Sony zijn vertrouwen in het spel Media Molecule een echte boost gaf, maar het vergrootte ook de druk omdat ze een grote taak hadden. Het spel was ongeveer één jaar in ontwikkeling wanneer het voor het eerst getoond werd tijdens de GDC 2007.

## Ontvangst
LittleBigPlanet heeft vele positieve recensies gekregen. Het spel heeft een gemiddelde van 95% op zowel Metacritic en GameRankings.
| Beoordeeld door       | Datum            | Score |
| --------------------- | ---------------- | ----- |
| Gaming Age            | 28 oktober 2008  | 100%  |
| The Review Busters    | 2008             | 100%  |
| G4 TV: X-Play         | oktober 2008     | 100%  |
| IGN UK                | 14 oktober 2008  | 97%   |
| IGN Australia         | 13 oktober 2008  | 92%   |
| Bit-Tech              | 19 november 2008 | 90%   |
| Gamervision           | november 2008    | 90%   |
| GameSpy               | 28 oktober 2008  | 90%   |
| The Video Game Critic | 29 augustus 2009 | 75%   |
| GameCell UK           | november 2008    | 70%   |

## Trivia
- Het spel is opgenomen in het boek 1001 Video Games You Must Play Before You Die van Tony Mott.